# Московский жировой комбинат
Московский жировой комбинат (МЖК) — предприятие масложировой промышленности в Москве в районе Грайвороново (муниципальное образование Текстильщики), выпускал майонез, маргарин, горчицу.
Основано в 1935 году как Московский гидрогенизационный завод, в первые десятилетия функционировало как производитель сырья для маргариновых заводов и рафинированного растительного масла. В 1965 году переименовано в жировой комбинат, освоено производство маргарина, в 1970-е годы на комбинате сосредоточено московское производство майонезов. В 1993 году приватизировано, в 2000-е годы перешло под контроль компании «Солнечные продукты» (структуры саратовской финансово-промышленной группы «Букет»). Фактически прекратило работу в 2017 году, на территории построен жилой квартал.

## Гидрогенизационный завод
Завод проектировался в конце 1930-х годов как производитель пищевого саломаса — гидрогенизированного жира, сырья для маргариновых заводов, прежде всего — Московского маргаринового завода, построенного в 1930 году. На закладке фундамента завода в 1932 году присутствовал нарком снабжения Анастас Микоян. Ввод в эксплуатацию состоялся 30 июня 1935 года, начальная мощность производства составила 50 тонн саломаса в сутки, число работников — 306 человек.
В 1938 году на заводе впервые в СССР освоено производство маргаринового эмульгатора. В 1940 году построен газовый цех, благодаря чему суточная производительность выведена на уровень 150—160 тонн саломаса.
В августе 1941 года из-за начала войны значительная часть оборудования завода перевезена на другие предприятия, мощность производства упала до 50 тонн саломаса в сутки. В связи ограничением ресурсной базы традиционных масличных культур в военные годы, заводом освоены технологии переработки трудногидратируемого нерафинированного хлопчатникового масла. Для дирижаблей и аэростатов, применявшихся для обороны Москвы, на заводе выпускались баллоны с водородом.
В 1945—1946 годы на заводе реконструированы основные цеха — регенерационный, катализаторный, автоклавный, газовый. Среднесуточный объём производства в 1946 году составил 34 тонны саломаса, в 1949 году — около 130 тонн, и к 1950 году завод вышел на довоенную мощность.

## Жировой комбинат
В 1965 году завод переименован в Московский жировой комбинат, и постепенно расширен ассортимент производимой продукции: освоено производство стеарина для эмульсионных косметических кремов, налажен выпуск кондитерского жира, запущена линия розлива растительного масла в стеклянные бутылки. В 1967—1968 годах модернизирован рафинационный цех: закуплена в Швеции линия непрерывной дезодорации жиров, запущена сепарационная установка.
В 1971 году принято решение об освоении производства растительного масла в полимерной таре, и в 1974 году введён в эксплуатацию крупнейший на тот момент в СССР комплекс из шести линий розлива подсолнечного масла в поливинилхлоридные бутылки, обеспечивающий расфасовку 20 тыс. тонн продукции ежегодно. Однако мощности полностью загружены не были: так, в 1975 году расфасовано 8,2 тыс. тонн масла, к 1980 году выпуск доведён до 15,9 тыс. тонн, в 1990 году производство превзошло заложенные в 1974 году показатели, составив 22 тыс. тонн.
В 1976 году решено сконцентрировать на комбинате всё московское производство майонеза, в результате на предприятие было переведено майонезное производство с маргаринового завода, также к комбинату была присоединена небольшая производственная площадка в Шелепихе (где в 1936 году был выпущен первый советский майонез); мощность комбината по выпуску майонеза в результате составила 28,5 тыс. тонн в год. В том же году введён в эксплуатацию цех флотации и реконструирована котельная.
В 1978 году на комбинате построен комплекс маргаринового производства мощностью 40 тыс. тонн продукции в год, в 1982 году в комплексе введена в эксплуатацию первая в СССР линия наливных маргаринов мощностью 18,5 тыс. тонн готовой продукции в год. В 1984 году на предприятии построены несколько новых линий с бесщёлочными процессами рафинации масел и жиров, благодаря чему объёмы производства наращены на 45,5 %, в том же году налажен выпуск майонезов в полимерной упаковке.
Наивысшие объёмы производства в советские времена достигнуты комбинатом в 1990 году; в 1991 году отмечен спад по всем основным видам продукции: маргарина произведено на 4,4 % меньше предыдущего периода (56,5 тыс. тонн в 1991 году против 59,1 тыс. тонн в 1990 году), майонеза — меньше на 27 % (28,4 тыс. тонн против 38,8 тыс. тонн), саломаса — меньше на 10,5 % (79,1 тыс. тонн против 88,4 тыс. тонн). Износ основного оборудования, закупленного по большей части по импорту в конце 1960-х — начале 1970-х, к 1991 году составил 70 % — 90 %, часть оборудования выведена из эксплуатации и некоторые участки были переведены на ручной труд. Численность работников в 1991 году составила 1325 человек.

## Приватизация и самостоятельность
В 1993 году по программе приватизации предприятие акционировано, 76 % акций распределено среди трудового коллектива, 24 % — передано в Российский фонд федерального имущества.
В первые годы самостоятельности предприятие без привлечения заёмных средств закупило на $4 млн запасные части к изношенному оборудованию, а также приобрело новые производственные машины, в том числе американскую фасовочную машину Roberts для маргаринового комплекса, два немецких автомата для фасовки майонеза в полимерные пакеты, немецкий автомат для резки пластических масс для розлива подсолнечного масла. К 1993 году объёмы выпуска маргарина в сравнении с 1991 годом превзойдены почти вшестеро, майонеза — на 8 % — 10 %. В 1993—1995 годы продукция начала выпускаться под торговыми марками «Столичный провансаль» (майонез) и «Россиянка» (маргарин и подсолнечное масло). К 1998 году годовые объёмы производства доведены до уровней 50 тыс. тонн маргарина, 35 тыс. тонн майонеза и 15 тыс. тонн подсолнечного масла в год.
Директор комбината в 1990-е годы — Мелкон Азнаурьян, за деятельность на этом посту в 1996 году награждён орденом «За заслуги перед Отечеством» IV степени.

## Поглощение
К началу 2000-х годов обострилась борьба за акции предприятия. Азнаурьян владел около 25 % акций; руководство комбината противостояло скупке акций сторонними организациями у трудового коллектива, в частности, сообщалось об увольнениях работников, продавших акции, как считалось, в пользу концерна «Калина», пытавшегося осуществить враждебное поглощение предприятия.
После скоропостижной кончины Азнаурьяна в декабре 2002 года, его долю у вдовы выкупила саратовская финансово-промышленная группа «Букет» Владислава Бурова, владевшая на тот момент Саратовским и Новосибирским жировыми комбинатами (несколько позднее масложировые активы «Букета» выделены в компанию «Солнечные продукты»); и вкупе с 15 % акций, приобретёнными в 2001 году, «Букет» к 2003 году сконцентрировал в своих руках долю в 40 %. В марте 2003 года «Атон» выкупил у руководства предприятия 20 % акций в пользу группы бывших менеджеров «Альфа-Эко» (инвестиционной структуры группы «Альфа») во главе с Михаилом Безелянским, группа к апрелю 2003 года консолидировала 24 % акцией и ей удалось назначить исполнительным директором своего представителя — Владимира Хазанова. Ещё один крупный акционер по состоянию на 2003 год — Нижегородский масложировой комбинат (10 %), ещё 24 % комбината по-прежнему находились в РФФИ.
В 2003 году разразился акционерный конфликт между поддерживаемой руководством предприятия группой Безелянского и «Букетом», прошло несколько внеочередных собраний акционеров, легитимность которых во всех случаях оспаривалась одной из сторон, предприятие пережило несколько попыток штурма из-за недопуска руководства «Букета» на комбинат, в суде оспорена сделка о приобретении акций у вдовы Азнаурьяна, а переговоры о создании совместной компании по управлению различными российскими масложировыми активами успехом не увенчались. Государственный пакет в 24 % в разгар конфликта в 2003 году был передан Правительству Москвы. В 2004 году сообщалось о достижении компромисса между акционерами и назначении временным директором комбината представителя «Букета», однако окончательно урегулировать конфликт удалось только в 2005 году, когда «Букет» выкупил у группы выходцев из «Альфа-Эко» все 24 % акций; сумма сделки не разглашалась и оценена экспертами приблизительно в $3 млн, что соответствует уровню $12,5 млн за весь комбинат, столь невысокая цена объяснялась тем, что в ходе конфликта предприятие практически остановило деятельность, а долговая нагрузка достигла $20 млн.
В 2009 году владельцы объединили юридические лица, управляющие Саратовским и Московским жировым комбинатами (юридическое лицо, управляющее обоими предприятиями — открытое акционерное общество «Жировой комбинат», зарегистрированное в Саратове).

## Показатели деятельности
По результатам 1999 года комбинат включён в рейтинг «Эксперт-400», в котором занял 156-е место среди российских компаний по объёмам реализации продукции со значением 822 млн руб., чистая прибыль за 1999 год составила 8 млн руб. В 2003 году оборот предприятия составил $48 млн, долг на 2005 год достиг $20 млн, к 2007 году владельцы планировали вывести комбинат на уровень выручки в $130 млн.
По состоянию на 2013 год владельцы производственную площадку в Москве отмечают как убыточную из-за высоких издержек содержания предприятия в столице.

## Закрытие для редевелопмента
В октябре 2013 года градостроительно-земельная комиссия Правительства Москвы одобрила представленной группой «Букет» проект планировки в районе Грайворонских проездов, предусматривающий закрытие комбината и строительство на высвобожденных 23 га жилого квартала населением до 3,5 тыс. жителей с гостиницей, школой и детским садом; суммарные инвестиции в редевелопмент оценены в сумму 20 млрд руб. Сообщалось о планах строительства вместо завода в Грайвороново новой производственной площадки для «Солнечных продуктов» в Лыткарино. В сентябре 2014 года проект планировки будущего жилого квартала отправлен на переработку за счёт инвестора для повышения технико-экономических показателей, в частности, доведения суммарной площади застройки до 457 тыс. м², из них — 340 тыс. м² жилой площади.
По состоянию 2017 год на официальном сайте «Солнечных продуктов» по-прежнему в качестве площадки в Москве указывалось предприятие в Грайворонском проезде, кроме того, основная сбытовая организация фирмы — «Торговый дом „Солнечные продукты“» — по тому же адресу в Грайвороново; однако в том же году предприятие уже фактически не вело производственную деятельность и начата подготовка площадки к возведению жилого квартала.

## Торговые марки

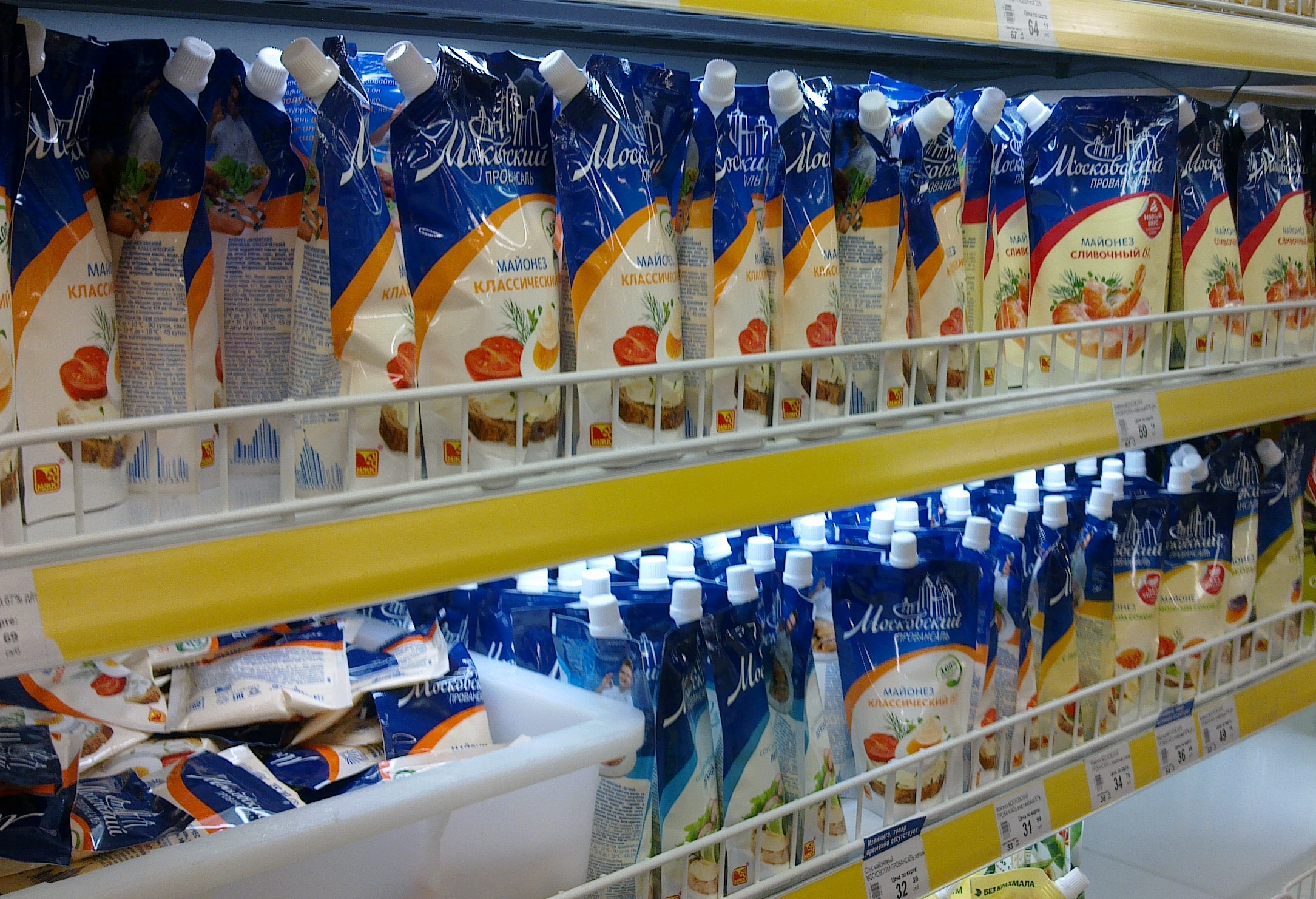
Полка в продуктовом магазине с майонезами марки «Московский провансаль»

Основная торговая марка продукции комбината по состоянию на 2010-е годы — «Московский провансаль», под которой выпускается шесть сортов майонеза жирностью от 30 % до 67 % в разнообразной фасовке от 100 мл до 10 л; стоимость товарного знака оценена в 2012 году в $3 млн — на такую сумму «Альфа-банк» предоставил кредит владельцам предприятия под его залог. Через два года одна из структур, контролируемых Альфа-групп, — рознично-торговая сеть X5 — оспаривала в Палате по патентным спорам правомерность охранного статуса этого товарного знака, утверждая, что марка не имеет различительной способности, и московский провансаль вполне могут выпускать и другие предприятия масло-жировой промышленности. По данным на 2007 год продукция под маркой «Московский провансаль» занимала 4-е место на рынке майонеза Москвы, уступая 6 % марке «Скит провансаль» московской фирмы «Скит» и менее одного процента маркам «Слобода» компании «Эфко» и Calve корпорации Unilever (российское производство которой осуществляется на Московском маргариновом заводе). «Солнечные продукты» пытались скрыто прорекламировать марку в одном из российских телесериалов («продакт-плейсмент»), однако телепродукция не вышла в эфир, в связи с чем владельцы комбината в судебном порядке требовали возмещения затрат в размере 770 тыс. руб.
Под торговой маркой «Россиянка» выпускается фасованный маргарин, а также в 1980-е — 2000-е годы под этим брендом на заводе разливалось подсолнечное масло (в 2010-е годы владельцы перенесли производство подсолнечного масла «Россиянка» на Аткарский маслоэкстракционный завод). Под маркой «Столичная горчица» выпускается два вида горчицы в тубах и стеклянных банках.